# Xu Chu
Xǔ Zhǔ oder Xu Chu (许褚) (* in Qiao; heutiges Bozhou in Anhui) war der persönliche Leibwächter von Cao Cao, dem Begründer der Wei-Dynastie.
Xu stammte aus dem Kreis Qiao (chinesisch 譙縣, Pinyin qiao xiàn) im Staat Pei (chinesisch 沛國, Pinyin pèi guó). Er erreichte laut den Chroniken der Drei Reiche eine Körpergröße von über 8 chi (ca. 1,86 m) und einen Körperumfang von 10 wei (132 cm). Während der Östliche Han-Dynastie errichtete er mit tausenden seiner Sippe eine Festung, um den Aufstand der Gelben Turbane zu bekämpfen, bis eine gewaltige Anzahl von Rebellen aus Runan sie angriff, die Xu Zhu mit gewaltigen Steinen zurückgetrieben haben soll. Eine andere Legende erzählt, dass er den Rebellen folgenden Handel anbot, als in der Festung die Lebensmittel knapp wurden: Er tauschte Ochsen gegen Lebensmittel, die nach dem Tausch zurückliefen, und einer von ihnen schleppte Xu Zhu am Schwanz hinter sich her.
197 ergab sich Xu Zhu Cao Cao, der ihn seiner Stärke wegen zum Hauptmann der Leibwache, bekannt als Tigerwachen, machte. Bei der Schlacht von Guandu (200) wandte er den Anschlag des Xu Ta von Cao Cao ab. Nach der Einnahme von Ye (203) ernannte er ihn zum Marquis von Guannei (关内侯). 211, während der Kampagne gegen Ma Chao und Han Sui, geriet Cao Cao in einen Hinterhalt, aber Xu Zhu war wieder in der Lage, ihn zu retten.
Nach Cao Caos Tod (220) wurde Xu Zhu vor Kummer krank. Cao Pi ernannte ihn zum General von Wuwei, Cao Rui zum Marquis von Mouxiang. Nach seinem Tod wurde Xu Zhu postum der Titel Marquis Zhuang verliehen.
| Personendaten    | Personendaten           |
| ---------------- | ----------------------- |
| NAME             | Xu Chu                  |
| ALTERNATIVNAMEN  | Xǔ Zhǔ                  |
| KURZBESCHREIBUNG | Leibwächter von Cao Cao |
| GEBURTSDATUM     | 2. Jahrhundert          |
| GEBURTSORT       | Qiao, Staat Pei, China  |
| STERBEDATUM      | nach 226                |